# Suillus collinitus
O Suillus collinitus é um cogumelo comestível do gênero Suillus da família Suillaceae. É encontrado nas florestas de pinheiros da Europa. O cogumelo tem um píleo avermelhado a marrom-castanho, que atinge até 11 cm de diâmetro e um estipe amarelo que mede até 7 cm de altura por 1 a 2 cm de espessura. Na parte inferior do píleo existem pequenos poros angulares, inicialmente amarelos brilhantes, que se tornam marrom-esverdeados com o amadurecimento. Uma característica que ajuda a distingui-lo de espécies semelhantes de Suillus, como S. granulatus, é o micélio rosado na base do estipe.
A análise molecular mostrou que a espécie está relacionada a outras espécies típicas de Suillus do Mediterrâneo, como S. bellinii, S. luteus e S. mediterraneensis. A S. collinitus é uma espécie micorrízica e forma associações com várias espécies de pinheiro, principalmente o pinheiro de alepo. Essa espécie de árvore é comumente usada em esquemas de reflorestamento e conservação do solo contra a erosão na região do Mediterrâneo e a S. collinitus é frequentemente usada como um inoculante benéfico para ajudar as árvores novas a sobreviver melhor em condições de solo tipicamente adversas.

## Taxonomia, nomenclatura e filogenia
A espécie foi descrita pela primeira vez como Boletus collinitus por Elias Magnus Fries em 1838. Otto Kuntze a transferiu para o gênero Suillus em sua Revisio Generum Plantarum de 1898. Em 1969, o micologista holandês H.S.C. Huijsman descreveu a variedade S. collinitus var. aureus (como S. fluryi var. aureus; S. fluryi é um sinônimo de S. collinitus) com base em uma coleção da Suíça. A variedade velatipes foi descrita em 1998 por Giampaolo Simonini a partir de coleções italianas.
Uma análise molecular de 1996 de 38 espécies diferentes de Suillus usou as sequências de seus espaçadores internos transcritos para inferir relações filogenéticas e esclarecer a taxonomia do gênero. Os resultados indicaram que a S. collinitus está mais intimamente relacionada a um espécime de S. granuatus coletada no Nepal. De acordo com os autores, esse isolado do Nepal provavelmente representa uma espécie distinta dos isolados da América do Norte e da Europa, com base na morfologia e na associação de árvores hospedeiras. Em 2006, uma análise filogenética de isolados de Suillus coletados na Espanha mostrou que a S. collinitus estava intimamente relacionada a outras espécies típicas da área do Mediterrâneo, a saber, S. bellinii, S. luteus [en] e S. mediterraneensis.
O epíteto específico collinitus é derivado do latim e significa "manchado" ou "untado". O botânico britânico Mordecai Cubitt Cooke chamou o cogumelo de "boleto amarelo sem anel" em uma publicação de 1873.

## Descrição

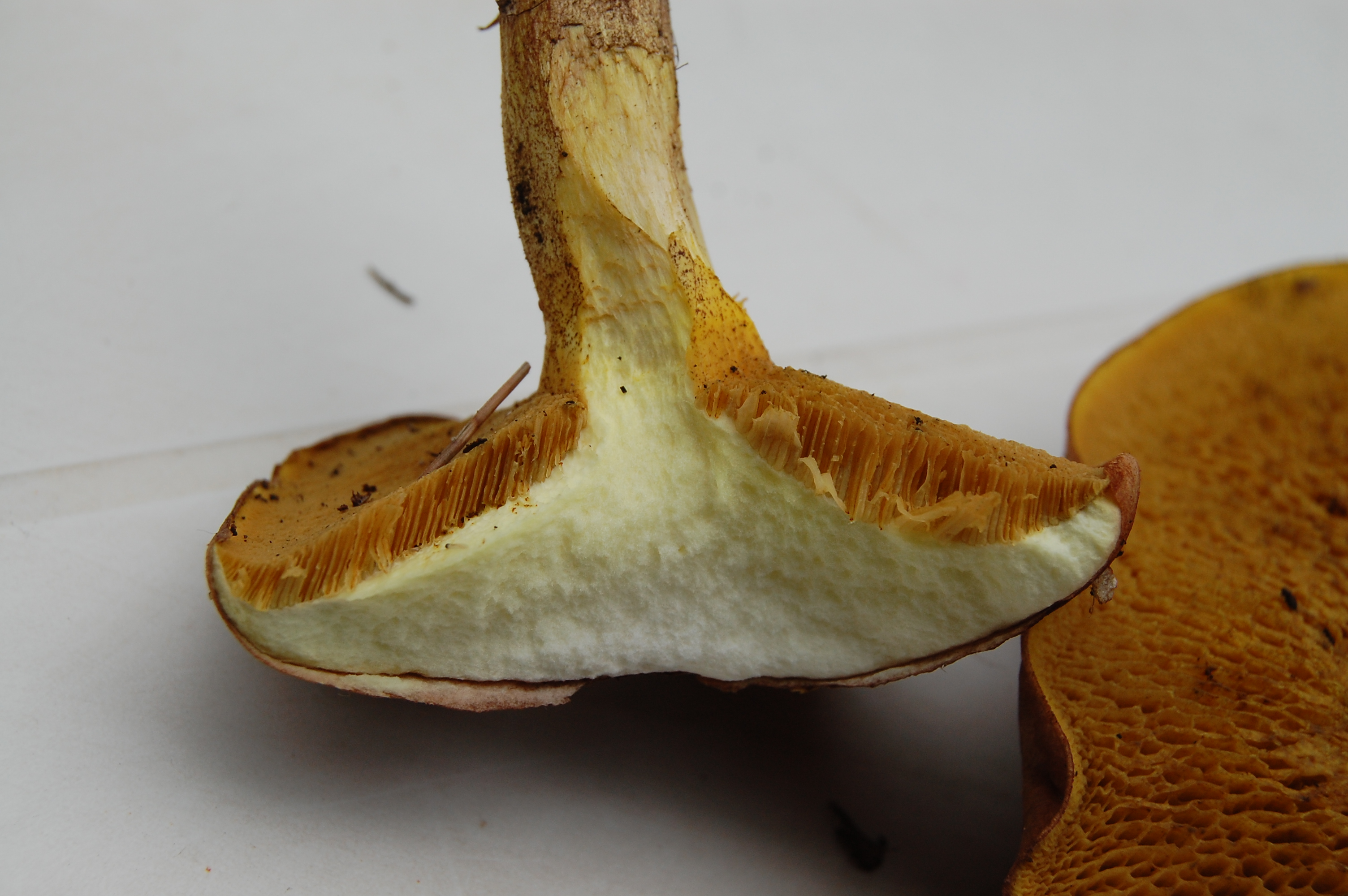
Visão da estrutura da carne e dos poros

O basidioma da Suillus collinitus é um boleto médio a grande e carnudo. O píleo é inicialmente arredondado, tornando-se convexo e, por fim, plano, atingindo até 11 cm de diâmetro. O píleo é coberto por uma pileipellis marrom de tonalidade variável, decorada com minúsculas estrias radiais, que se tornam mais evidentes em espécimes totalmente expandidos e, especialmente, em clima seco. O píleo geralmente tem um formato irregular e se torna viscoso (pegajoso) quando úmido. Os tubos são curtos e sua fixação no estipe geralmente é ligeiramente decorrente ou adnata. Os poros pequenos e angulares são amarelos, mas escurecem com o tempo. As vezes, espécimes novas e frescas apresentam gotículas de um fluido claro que se acumulam na superfície dos poros.
O estipe cilíndrico costuma ser curto, geralmente com 4 a 7 cm de altura por 1 a 2 cm de espessura, de cor amarelada e ornamentado com grânulos esparsos marrom-avermelhados. Não há anel. A base do estipe tem tons rosados e está ligada a fios miceliais de cor rosa inconfundível, que são visíveis quando o cogumelo é arrancado. A carne é amarelada, grossa e macia. Em teste de reação de cor com solução de amônia, a carne fica avermelhada.
Os esporos são vistos na cor marrom-ocre na impressão de esporos, mas amarelo-claro quando vistos com um microscópio de luz. Eles são fusiformes (afilados em cada extremidade), com tamanho de 8 a 10,5 por 3 a 4,5 μm. Os basídios (células portadoras de esporos do himênio) têm quatro esporos.
As características específicas da S. collinitus são as estrias no píleo e o micélio rosa. Em muitos aspectos, o fungo se assemelha ao S. granulatus, uma espécie comum nas florestas de pinheiros da Europa. O S. granulatus, no entanto, tem um píleo marrom homogêneo sem estrias, e seu micélio é caracteristicamente branco.

### Variedades
Foram descritas duas variedades de S. collinitus. A S. collinitus var. aureus tem um píleo amarelo-dourado. A S. collinitus var. velatipes, originalmente encontrada na Itália crescendo em solo ácido e pobre em associação com o pinheiro de alepo (Pinus halepensis), distingue-se por um véu marrom glutinoso na base do estipe e uma feltragem branca fina na margem do píleo.

### Espécies semelhantes
A Suillus collinitus é frequentemente encontrada no mesmo habitat com outras espécies termofílicas, incluindo S. mediterraneensis e S. bellinii, especialmente na bacia do Mediterrâneo. Algumas espécies comuns que ocorrem em grande parte da Europa e também se associam a pinheiros incluem a S. luteus e a S. granulatus.

### Comestibilidade
Vários autores consideram o cogumelo Suillus collinitus comestível, com um odor azedo e sabor indefinido. É aconselhável, como para todas as espécies de Suillus, colher apenas espécimes novas e descascar a pileipellis antes do preparo. O cogumelo contém vários tocoferóis, uma classe de compostos químicos conhecidos coletivamente como vitamina E, que conferem atividade antioxidante. Eles também contêm vários ácidos orgânicos, principalmente os pares de ácidos málico e quínico, e ácidos cítrico e alfacetoglutárico, que representam, respectivamente, 42% e 30% do total de ácidos orgânicos. A composição e a concentração de ácidos orgânicos nos cogumelos são os principais fatores que influenciam seu sabor; alguns ácidos orgânicos contribuem para a atividade antioxidante.

## Distribuição, habitat e ecologia

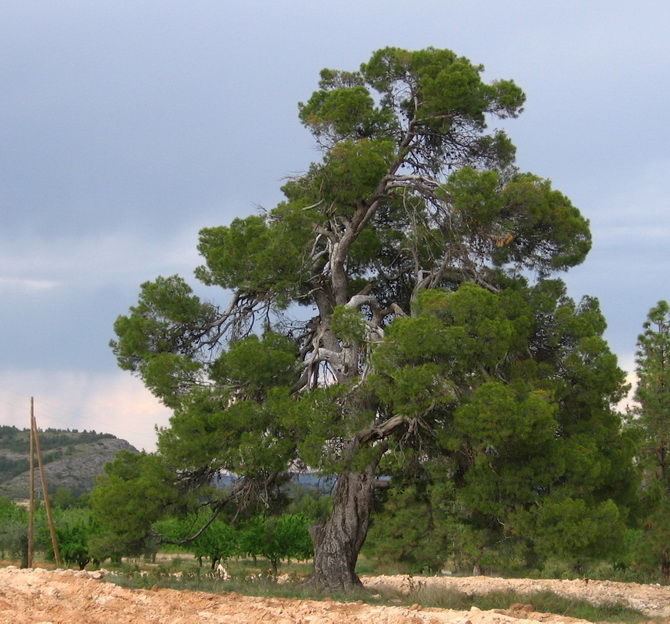
O pinheiro de alepo (Pinus halepensis) é uma das várias espécies com as quais S. collinitus forma micorrizas.

O Suillus collinitus é encontrado em toda a Europa. É um fungo ectomicorrízico, formando relações simbióticas mutuamente benéficas com várias espécies de pinheiro (Pinus), como pinheiro de alepo (P. halepensis), pinheiro larício (P. nigra), pinheiro-manso (P. pinea) e pinheiro-de-casquinha (P. sylvestris). O fungo favorece solos calcários. O S. collinitus é termofílico, ocorrendo comumente no sul da Europa. Raramente é visto em regiões mais ao norte, como as Ilhas Britânicas e a Polônia. Estava na lista vermelha da Dinamarca de 2010 como quase ameaçada, mas na revisão de 2019 foi reposicionada como menos preocupante. Também foi coletada no Irã.
O cogumelo foi relatado no município de Paipa, no departamento de Boyaca, na Colômbia, pelo micologista Juan Camilo Rodríguez Martínez.

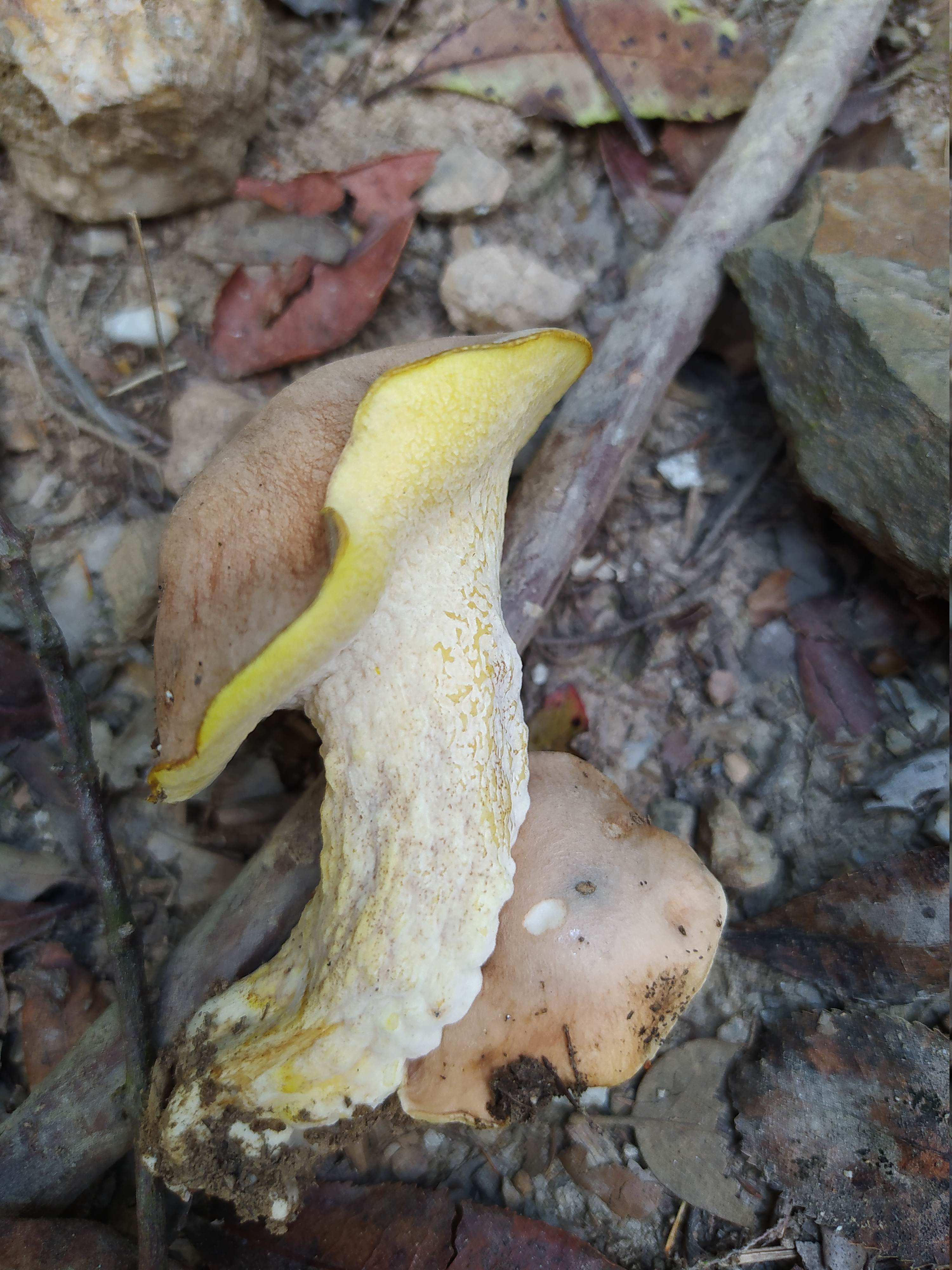
Suillus collinitus parasitado por Hypomyces chrysospermus.

O Suillus collinitus é o fungo mais frequente associado ao pinheiro de alepo, uma árvore resistente utilizada para processos de reflorestamento e conservação do solo contra a erosão na região do Mediterrâneo. Um estudo realizado no sul da França descobriu que o S. collinitus e o S. mediterraneensis são fungos ectomicorrízicos de vários estágios, que se associam tanto a povoamentos novos quanto maduros de pinheiro de alepo. Essas duas espécies podem desempenhar um papel fundamental na sobrevivência e adaptação dessa espécie de pinheiro em áreas degradadas com solo calcário. Verificou-se que as raízes micorrízicas com S. collinitus eram capazes de sobreviver a distúrbios sucessivos causados por fogo ou aragem. Além disso, o fungo manteve sua viabilidade de propagação por meio de sua rede micelial, o que ajudou no esforço de recolonização de árvores recém-introduzidas. Também foi demonstrado que o fungo melhora o crescimento de pinheiros mediterrâneos cultivados em estufas e viveiros. Ao contrário de outras espécies de Suillus que crescem em climas úmidos, como S. grevillei e S. spraguei, a S. collinitus não costuma produzir cogumelos em plantações novas. Esse comportamento de frutificação pode ser atribuído ao ambiente mediterrâneo desértico, tipicamente pobre em nutrientes, combinado com a falta de copa das árvores. A ausência de indicadores acima do solo da presença de fungos dificulta a análise das populações subterrâneas; foram desenvolvidos marcadores moleculares para auxiliar no monitoramento do crescimento de fungos e da formação e persistência de ectomicorrizas em plantações novas.
A ectomicorriza formada entre várias espécies de Suillus e o pinheiro de alepo foi estudada em condições in vitro em laboratório. Os brotos de árvores inoculados com S. collinitus, S. bellinii e S. mediterraneensis tenderam a crescer melhor e apresentaram um desenvolvimento micorrízico superior ao de outras espécies de Suillus testadas, sugerindo que as três têm uma "especificidade fisiológica" com a árvore. Uma publicação de 2010 relatou que as hifas fúngicas são cobertas por cristais de ácido oxálico, o que, além de reduzir o pH do solo, reduz o estabelecimento do microartrópode Folsomia candida no solo.

## Links externos
- Suillus collinitus no Index Fungorum
- Imagens da S. collinitus var. velatipes (em Italiano)